# 大嵩昇
大嵩 昇（おおたけ のぼる、1972年8月16日 - ）は、日本の元子役。神奈川県出身
。B型
。

## 来歴
1982年から劇団東俳に42期生として在籍（1985年まで）
。1984年にTBS系列の『うちの子にかぎって…』パート1の宮田理（学級委員役）役としてレギュラー出演し田村正和・所ジョージ・宮本信子等と共演。1985年に劇団東俳を退団し芸能界から引退。その後、1992年に高校卒業と同時に「大滝昇」の芸名で再び芸能活動を始め、『街 〜運命の交差点〜』などに出演したが、2001年に引退した。

## 主な出演作品

### テレビ
- うちの子にかぎって…（TBS・1984年） - 宮田理役[1]
- 盗む女（TBS・1997年）[4]

### 映画
- 宇宙刑事シャイダー劇場版（東映・1984年）[要出典]
- 横浜ばっくれ隊（セガ・エンタープライゼス・テレビ東京・1994年）[要出典]
- キケンな欲望 セーラー服暴力団（1999年）[5]

### ゲーム
- 街 〜運命の交差点〜・井端和孝（いばた かずたか）役（チュンソフト製作・1998年)